# گزین‌طوطی پاپوآیی
گزین‌طوطی پاپوآیی، گزین‌طوطی پهلوسرخ، یا گزین‌طوطی گینه نو (نام علمی: Eclectus polychloros) یک گونه طوطی است که بومی گینه نو است. بزرگ‌تر از گزین‌طوطی ملوکی است، پرهای سبز نر فقط رنگ زرد کمی دارد و نوک دم با نوار زرد نیم‌اینچی است. پرهای میانی دم سبز و پرهای کناری آبی و سبز است. به‌طور گسترده‌ای از جزایر کای و جزایر غربی استان پاپوآ غربی در غرب، در سراسر جزیره گینه نو تا جزایر تروبریاند، دی انترکاستو، مجمع‌الجزایر لوئیسیاد، مجمع‌الجزایر بیسمارک، و جزایر سلیمان در شرق، و از جنوب تا جزایر پراکنده است. شمال شبه‌جزیره کیپ یورک استرالیا. همچنین به جزایر گورام اندونزی معرفی شده است.
گزین‌طوطی پاپوآیی در حفره درختان لانه می‌کند و از آوریل تا سپتامبر زادآوری می‌کند. معمولاً دو تخم گذاشته می‌شود.